# Croton wallichii
Espèce
Croton wallichii est une espèce de plantes à fleurs du genre Croton et de la famille des Euphorbiaceae, présente en Asie dans une zone s'étendant de la Birmanie à la Malaisie péninsulaire.
Elle a pour synonymes :
- Oxydectes wallichii, (Müll.Arg.) Kuntze